# Pteromalus fuscitarsis
Pteromalus fuscitarsis är en stekelart som beskrevs av William Harris Ashmead 1901. Pteromalus fuscitarsis ingår i släktet Pteromalus och familjen puppglanssteklar. Inga underarter finns listade i Catalogue of Life.